# Leyritz-Moncassin
Leyritz-Moncassin é uma comuna francesa na região administrativa da Nova Aquitânia, no departamento Lot-et-Garonne. Estende-se por uma área de 20,92 km². Em 2010 a comuna tinha 206 habitantes (densidade: 9,8 hab./km²).